# Christoph Schwarz
Christoph Schwarz (vagy Schwartz) (München, c. 1548. — München, 1592. április 15.) német festő. Az itáliai manierista stílus úttörője a XV. századi Dél-Németország területén.

## Élete, munkássága
Egy müncheni aranyműves családjában született. Cristoph Schwartz mestere Melchior Bocksberger regensburgi freskó festő volt. Schwarz Augsburgban is folytatott tanulmányokat. 1569-ben nyerte el mesterlevelét München város vezetésétől. 1570-ben Veronába, majd Velencébe utazott, ott tanulmányozta a velencei festők műveit, főleg Raffaello Sanzio és Jacopo Tintoretto művei hatottak rá.
1573-ban tért haza szülővárosába, 1574-től már ő volt az udvari festő. Legtöbb munkáját V. Vilmos bajor herceg udvara és jezsuita építkezései számára készítette, de dolgozott a Fugger családnak is. Fő műve a Lucifer bukása (1587) c. freskója, mely a müncheni Szent Mihály templom (Michaelskirche) főoltárképe. Szülőföldjén és tágabb hazájában kedvelték azokat a  manierista vonásokat, melyeket képein alkalmazott, a mozgalmasságot főként. Stílusváltás időszakába esett munkássága a reneszánsz és a barokk közt, a német gótika késői uralma miatt majdhogynem a gótikából váltott a manierizmusba.

## Galéria

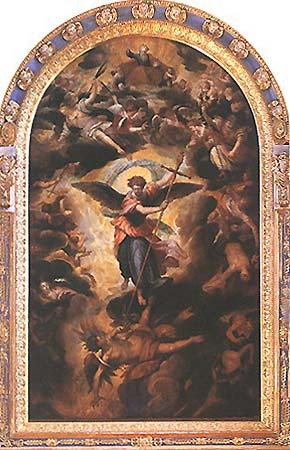
Lucifer bukása (főoltárkép)
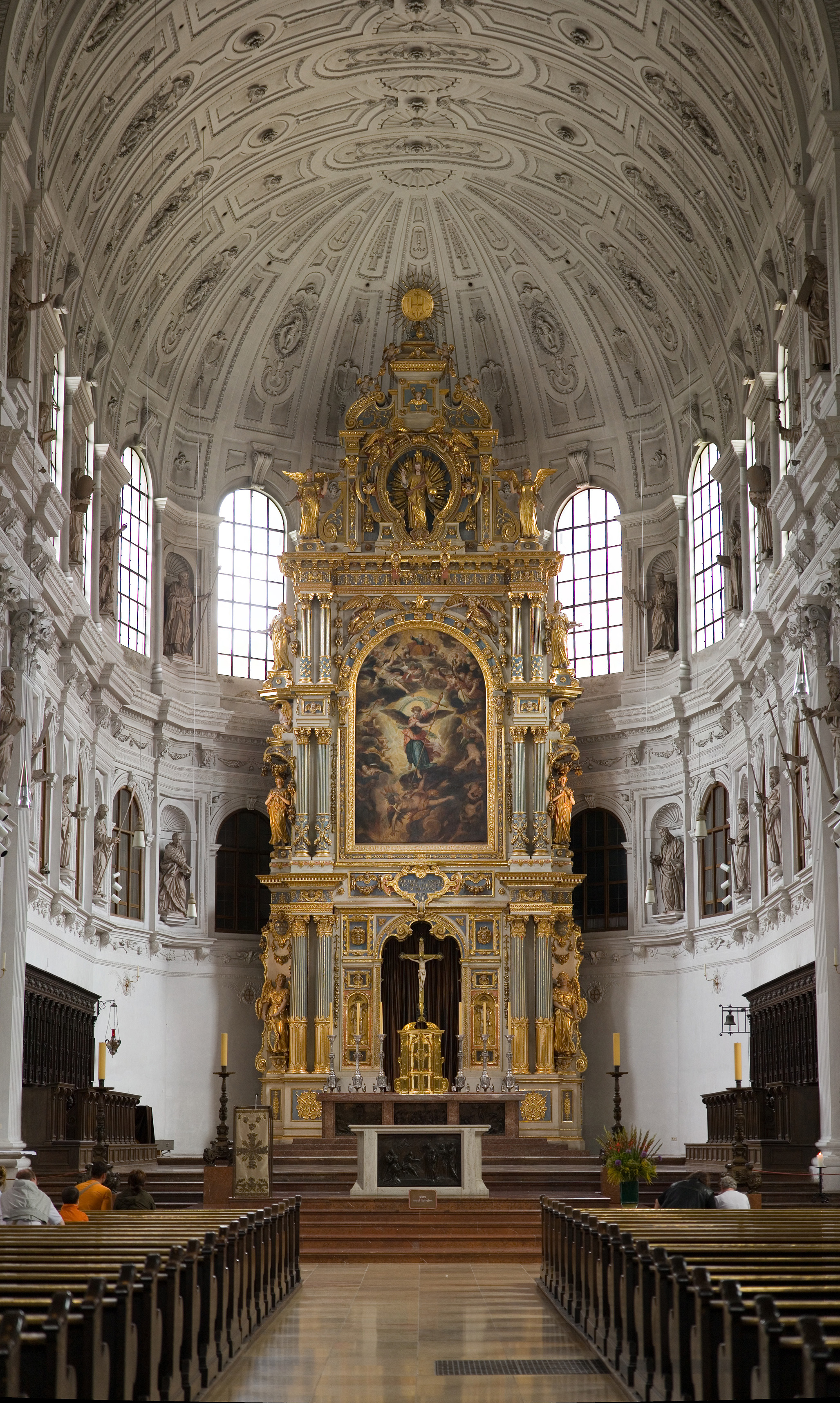
Lucifer bukása a Szt. Mihály templomban, Münchenben
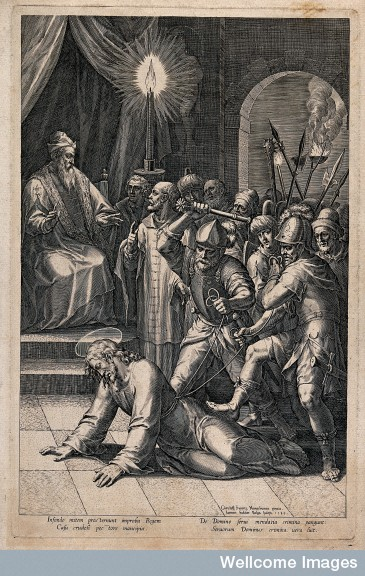
Római katonák verik Krisztust a főpap előtt (Schwarz rézmetszete nyomán metszette Jan Saleder; 1589)
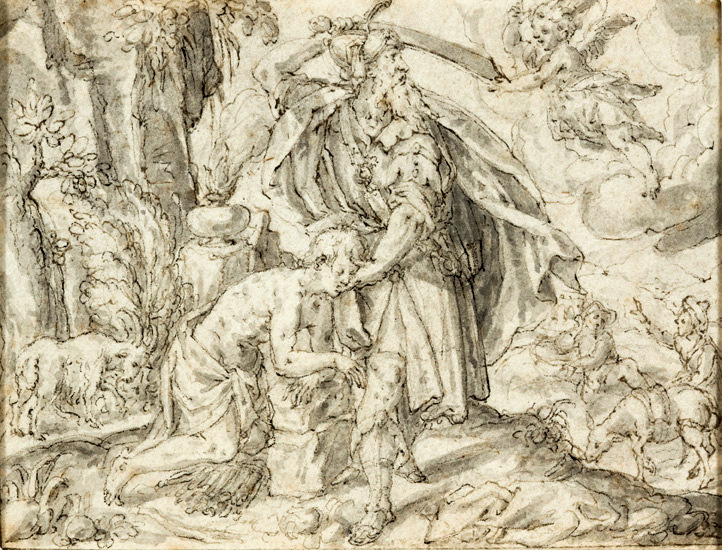
Izsák feláldozása (rajz szürke papíron ceruzával)